# Bruno Andrade
Bruno Andrade, né le 2 mars 1989 à São Bernardo do Campo, est un footballeur brésilien. Il joue au poste d'attaquant.